# Edgar Elizalde
Edgar Joel Elizalde Ferreira, noto semplicemente come Edgar Elizalde (Casupá, 27 febbraio 2000), è un calciatore uruguaiano, difensore del Platense.

## Caratteristiche tecniche
È un ottimo terzino sinistro che può essere impiegato anche al centro della difesa. Ha anche una grande qualità a puntare l'uomo.

## Carriera

### Club
È cresciuto nel settore giovanile del Montevideo Wanderers.
Il 25 agosto 2017, dopo un periodo di prova, è stato acquistato a titolo definitivo dal Pescara. Ha esordito in Serie B il 28 ottobre 2017 subentrando al 75' a Marco Perrotta nel match perso 3-0 contro il Brescia.
Nel 2019 viene ceduto in prestito al Catanzaro, salvo poi lasciare il club il 29 gennaio 2020 tornando al Pescara.
Nel gennaio 2021 viene ceduto dal Pescara alla Juve Stabia in prestito secco sino al termine della stagione.
Il 6 agosto 2021 viene ceduto in prestito al Peñarol.
L'8 luglio 2022 viene ceduto a titolo definitivo all'Independiente.

### Nazionale
Con la nazionale Under-17 uruguaiana ha preso parte al campionato sudamericano 2017, disputando un incontro.
Nel 2019 con la nazionale Under-20 uruguaiana ha preso parte al campionato sudamericano 2019.

## Statistiche

### Presenze e reti nei club
Statistiche aggiornate al 1º giugno 2025.
| Stagione             | Squadra              | Campionato           | Campionato | Campionato | Coppe nazionali | Coppe nazionali | Coppe nazionali | Coppe continentali | Coppe continentali | Coppe continentali | Altre coppe | Altre coppe | Altre coppe | Totale | Totale |
| Stagione             | Squadra              | Comp                 | Pres       | Reti       | Comp            | Pres            | Reti            | Comp               | Pres               | Reti               | Comp        | Pres        | Reti        | Pres   | Reti   |
| -------------------- | -------------------- | -------------------- | ---------- | ---------- | --------------- | --------------- | --------------- | ------------------ | ------------------ | ------------------ | ----------- | ----------- | ----------- | ------ | ------ |
| 2017-2018            | Pescara              | B                    | 2          | 0          | CI              | 1               | 0               | -                  | -                  | -                  | -           | -           | -           | 3      | 0      |
| 2018-2019            | Pescara              | B                    | 0          | 0          | CI              | 1               | 0               | -                  | -                  | -                  | -           | -           | -           | 1      | 0      |
| 2019-gen. 2020       | Catanzaro            | C                    | 3          | 0          | CI-C            | 0               | 0               | -                  | -                  | -                  | -           | -           | -           | 3      | 0      |
| gen.-giu. 2020       | Pescara              | B                    | 1          | 0          | CI              | 0               | 0               | -                  | -                  | -                  | -           | -           | -           | 1      | 0      |
| 2020-gen. 2021       | Pescara              | B                    | 0          | 0          | CI              | 1               | 0               | -                  | -                  | -                  | -           | -           | -           | 1      | 0      |
| Totale Pescara       | Totale Pescara       | Totale Pescara       | 3          | 0          |                 | 3               | 0               |                    | -                  | -                  |             | -           | -           | 6      | 0      |
| gen.-giu. 2021       | Juve Stabia          | C                    | 12+2       | 0          | CI              | -               | -               | -                  | -                  | -                  | -           | -           | -           | 14     | 0      |
| ago.-dic. 2021       | Peñarol              | PD                   | 7+1        | 0          | -               | -               | -               | CS                 | 0                  | 0                  | -           | -           | -           | 8      | 0      |
| gen.-giu. 2022       | Peñarol              | PD                   | 13         | 0          | -               | -               | -               | CL                 | 5                  | 0                  | SU          | 1           | 0           | 19     | 0      |
| Totale Peñarol       | Totale Peñarol       | Totale Peñarol       | 20+1       | 0          |                 | -               | -               |                    | 5                  | 0                  |             | 1           | 0           | 27     | 0      |
| lug.-nov. 2022       | Independiente        | PD                   | 15         | 1          | CA+CdL          | 2+0             | 0               | -                  | -                  | -                  | -           | -           | -           | 17     | 1      |
| 2023                 | Independiente        | PD                   | 15         | 0          | CA+CdL          | 2+2             | 0               | -                  | -                  | -                  | -           | -           | -           | 19     | 0      |
| gen.-ago. 2024       | Independiente        | PD                   | 0          | 0          | CA+CdL          | -               | -               | -                  | -                  | -                  | -           | -           | -           | 0      | 0      |
| Totale Independiente | Totale Independiente | Totale Independiente | 30         | 1          |                 | 6               | 0               |                    | -                  | -                  |             | -           | -           | 36     | 1      |
| ago.-dic. 2024       | Liverpool (M)        | PD                   | 11         | 1          | CU              | -               | -               | -                  | -                  | -                  | -           | -           | -           | 11     | 1      |
| 2025                 | Platense             | PD                   | 5          | 0          | CA              | 0               | 0               | -                  | -                  | -                  | -           | -           | -           | 5      | 0      |
| Totale carriera      | Totale carriera      | Totale carriera      | 87         | 2          |                 | 9               | 0               |                    | 5                  | 0                  |             | 1           | 0           | 102    | 2      |

### Cronologia presenze e reti in nazionale
| Cronologia completa delle presenze e delle reti in nazionale ― Uruguay under 20 | Cronologia completa delle presenze e delle reti in nazionale ― Uruguay under 20 | Cronologia completa delle presenze e delle reti in nazionale ― Uruguay under 20 | Cronologia completa delle presenze e delle reti in nazionale ― Uruguay under 20 | Cronologia completa delle presenze e delle reti in nazionale ― Uruguay under 20 | Cronologia completa delle presenze e delle reti in nazionale ― Uruguay under 20 | Cronologia completa delle presenze e delle reti in nazionale ― Uruguay under 20 | Cronologia completa delle presenze e delle reti in nazionale ― Uruguay under 20 |
| Data                                                                            | Città                                                                           | In casa                                                                         | Risultato                                                                       | Ospiti                                                                          | Competizione                                                                    | Reti                                                                            | Note                                                                            |
| ------------------------------------------------------------------------------- | ------------------------------------------------------------------------------- | ------------------------------------------------------------------------------- | ------------------------------------------------------------------------------- | ------------------------------------------------------------------------------- | ------------------------------------------------------------------------------- | ------------------------------------------------------------------------------- | ------------------------------------------------------------------------------- |
| 20-1-2019                                                                       | Curicó                                                                          | Uruguay under 20                                                                | 3 – 1                                                                           | Ecuador under 20                                                                | Sudamericano Sub-20 2019 - 1º turno                                             | -                                                                               | 90+2’                                                                           |
| 26-1-2019                                                                       | Talca                                                                           | Uruguay under 20                                                                | 1 – 0                                                                           | Paraguay under 20                                                               | Sudamericano Sub-20 2019 - 1º turno                                             | -                                                                               |                                                                                 |
| Totale                                                                          |                                                                                 | Presenze                                                                        | 2                                                                               |                                                                                 | Reti                                                                            | 0                                                                               |                                                                                 |

| Cronologia completa delle presenze e delle reti in nazionale ― Uruguay under 17 | Cronologia completa delle presenze e delle reti in nazionale ― Uruguay under 17 | Cronologia completa delle presenze e delle reti in nazionale ― Uruguay under 17 | Cronologia completa delle presenze e delle reti in nazionale ― Uruguay under 17 | Cronologia completa delle presenze e delle reti in nazionale ― Uruguay under 17 | Cronologia completa delle presenze e delle reti in nazionale ― Uruguay under 17 | Cronologia completa delle presenze e delle reti in nazionale ― Uruguay under 17 | Cronologia completa delle presenze e delle reti in nazionale ― Uruguay under 17 |
| Data                                                                            | Città                                                                           | In casa                                                                         | Risultato                                                                       | Ospiti                                                                          | Competizione                                                                    | Reti                                                                            | Note                                                                            |
| ------------------------------------------------------------------------------- | ------------------------------------------------------------------------------- | ------------------------------------------------------------------------------- | ------------------------------------------------------------------------------- | ------------------------------------------------------------------------------- | ------------------------------------------------------------------------------- | ------------------------------------------------------------------------------- | ------------------------------------------------------------------------------- |
| 26-2-2017                                                                       | Rancagua                                                                        | Uruguay under 17                                                                | 0 – 1                                                                           | Ecuador under 17                                                                | Sudamericano Sub-17 2017 - 1º turno                                             | -                                                                               |                                                                                 |
| 1-3-2017                                                                        | Rancagua                                                                        | Cile under 17                                                                   | 1 – 1                                                                           | Uruguay under 17                                                                | Sudamericano Sub-17 2017 - 1º turno                                             | -                                                                               | 58’                                                                             |
| Totale                                                                          |                                                                                 | Presenze                                                                        | 2                                                                               |                                                                                 | Reti                                                                            | 0                                                                               |                                                                                 |

## Palmarès

### Club

#### Competizioni nazionali
- Campionato uruguaiano: 1

Peñarol: 2021
- Supercopa Uruguaya: 1

Peñarol: 2022
- Campionato argentino: 1

Platense: 2025 (Apertura)